# Metaphycus iohneumon
Metaphycus iohneumon är en stekelart som först beskrevs av Girault 1936.  Metaphycus iohneumon ingår i släktet Metaphycus och familjen sköldlussteklar. Inga underarter finns listade i Catalogue of Life.